# Roger Marie Froment
Roger Marie Albert Froment (ur. 15 lutego 1928 w Maleville, zm. 9 lutego 2006), francuski duchowny katolicki, biskup Tulle.
Święcenia kapłańskie przyjął 29 czerwca 1952. W czerwcu 1985 został mianowany biskupem Tulle, sakrę biskupią przyjął 15 września 1985 z rąk dotychczasowego ordynariusza tej diecezji, Jeana-Baptiste Brunona. Kierował diecezją do października 1996, odszedł w stan spoczynku w wieku niespełna 69 lat.